# Lauda Air
Lauda Air — колишня австрійська авіакомпанія, що базувалася у Відні. Дочірня компанія Austrian Airlines. Порт приписки — Віденський міжнародний аеропорт Lauda Air є членом Austrian Airlines Group та Star Alliance. Засновник — Нікі Лауда, автогонщик, триразовий чемпіон світу з автоперегонів у класі Формула-1.
Виконувала регулярні, чартерні й рейси вихідного дня в Європу, Північну Африку, країни Карибського басейну і Південно-Східної Азії. 6 квітня 2013 року Lauda Air припинила своє існування і була замінена австрійською myHoliday, новою торговою маркою, яка виконує польоти вихідного дня, що надаються Austrian Airlines.

## Флот
Флот Lauda Air (на квітень 2008 року):
- 2 Airbus A320-200
- 1 Boeing 737—700
- 7 Boeing 737—800

## Цікаві факти
Lauda Air називає свої літаки на честь знаменитостей, у том числі: Фредді Меркурі, Джордж Гаррісон, Грегорі Пек, Френк Заппа, Майлз Девіс і Курт Кобейн (Boeing 737), а також Рей Чарльз і Фріда Кало (A320).

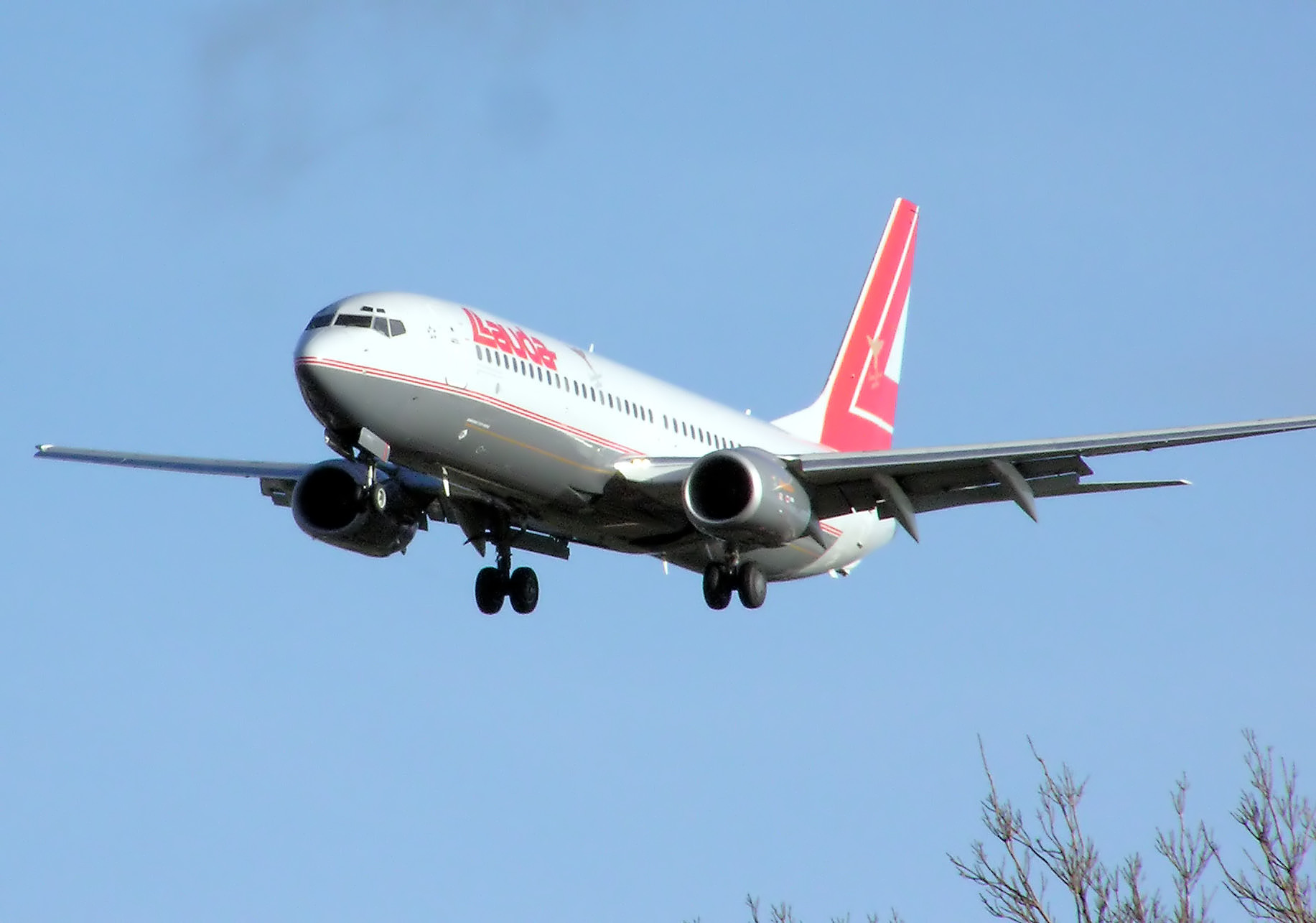
Boeing 737—700 Lauda Air

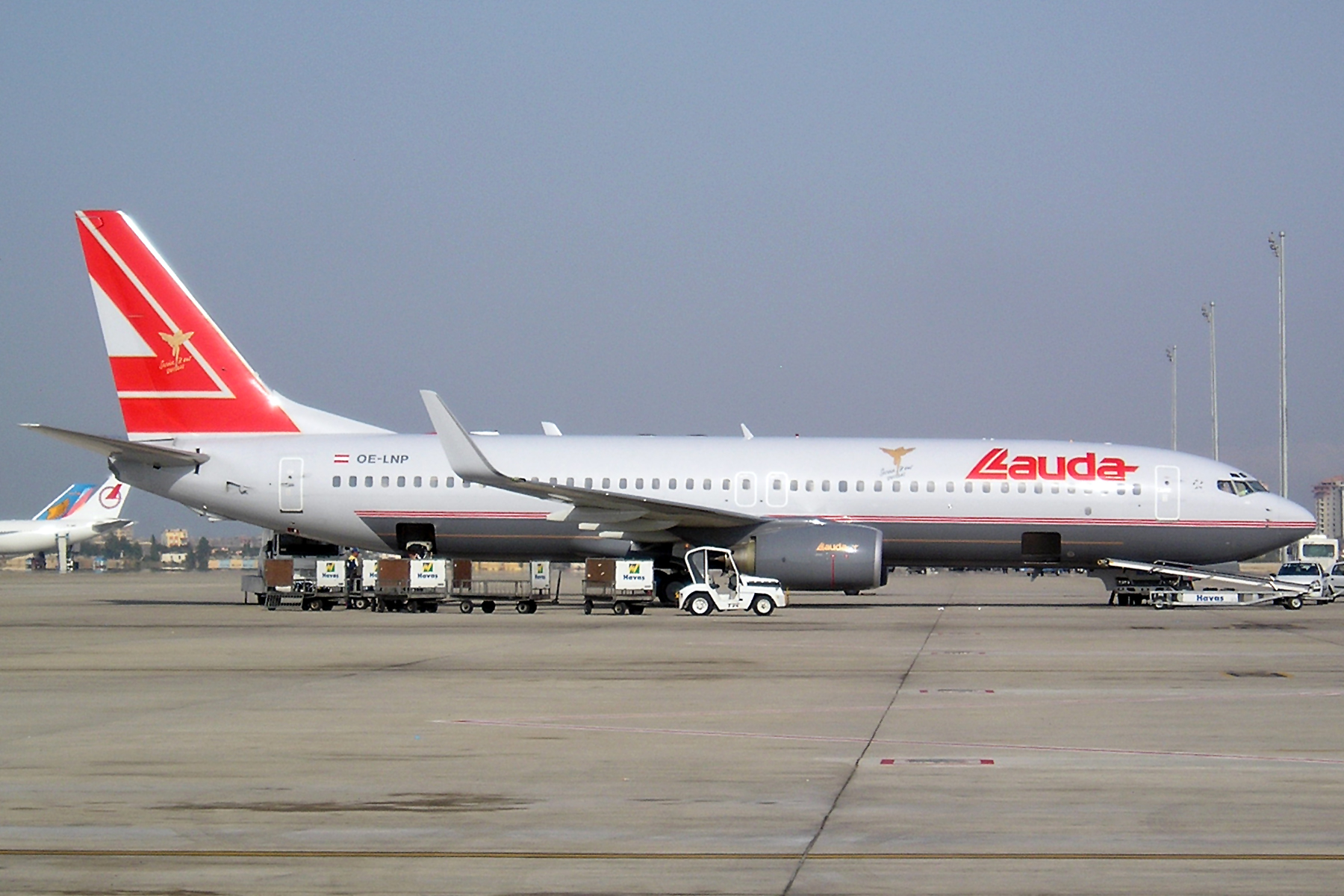
Boeing 737—800 Lauda Air